# إبراهيم بولامي
إبراهيم بولامي، ولد يوم 20 أبريل 1972 بأسفي، هو رياضي مغربي، تخصص في مسافة 3000 متر موانع، وهو الشقيق الأصغر للعداء خالد بولامي.
حقق الرقم القياسي في مسافة 3000 متر موانع سنة 2001، بتوقيت 7 د 55 ث 28 وعاد وحطم الرقم للمرة الثانية في 2002 بزمن قدره 7 د 53 ث 17 لكن ألغي بعد أن ظهرت نتيجة المنشطات إيجابية ما سيترتب عنه توقيف لمدة عامين.

## إنجازاته

### ألعاب البحر الأبيض المتوسط
- ألعاب البحر الأبيض المتوسط 1997 بـ باري
  -  ميدالية ذهبية في 3000 متر موانع
- ألعاب البحر الأبيض المتوسط 2005 بـ المرية
  -  ميدالية ذهبية في 3000 متر موانع

## بعد الاعتزال
يشغل إبراهيم بولامي منصب بالإدارة التقنية للمنتخب الوطني لألعاب القوى، ويشرف على تدريب مجموعة من الشباب في تخصص مسافة 3000 متر موانع، إضافة إلى الإشراف على تخصصات أخرى مثل مسافة 800 متر، و1500 متر، و3000 متر.
أيضا أسند له مهمة مدير تقني بمكتب عصبة جهة دكالة عبدة لألعاب القوى.

## وصلات خارجية
- (بالإنجليزية) صفحة إبراهيم بولامي في موقع الاتحاد الدولي لألعاب القوى

## روابط خارجية
- إبراهيم بولامي على موقع الاتحاد الدولي لألعاب القوى (الإنجليزية)
- إبراهيم بولامي على موقع أوليمبيديا (الإنجليزية)